# Полва (приток Кизьвы)
Полва — река в России, протекает в Пермском крае. Устье реки находится в 29 км по левому берегу реки Кизьва. Длина реки составляет 29 км. В 7,9 км от устья принимает слева реку Лягайка.
Исток реки на Верхнекамской возвышенности в лесном массиве восточнее деревни Подволочная. Исток лежит на водоразделе Обвы и Иньвы, рядом находятся верховья река Котыс. Верхнее и среднее течение проходит по Кудымкарскому району, нижнее по Сивинскому району. Притоки — Болка, Лягайка, Кизяшор, Галя-Шорка (все — левые); Полва течёт на юго-восток, протекает деревни Калинина и Карпина и село Полва. В селе Полва на реке плотина и запруда. Впадает в Кизьву южнее этого села, ширина реки у устья около 7 метров.

## Данные водного реестра
По данным государственного водного реестра России относится к Камскому бассейновому округу, водохозяйственный участок реки — Кама от города Березники до Камского гидроузла, без реки Косьва (от истока до Широковского гидроузла), Чусовая и Сылва, речной подбассейн реки — бассейны притоков Камы до впадения Белой. Речной бассейн реки — Кама.
По данным геоинформационной системы водохозяйственного районирования территории РФ, подготовленной Федеральным агентством водных ресурсов:
- Код водного объекта в государственном водном реестре — 10010100912111100009288
- Код по гидрологической изученности (ГИ) — 111100928
- Код бассейна — 10.01.01.009
- Номер тома по ГИ — 11
- Выпуск по ГИ — 1